# One of Us Is Lying (Fernsehserie)
One of Us Is Lying ist eine US-amerikanische Fernsehserie von Erica Saleh, die seit 2021 von Universal Content Productions für Peacock produziert wird. Sie basiert auf dem gleichnamigen Roman von Karen M. McManus und folgt fünf Highschool-Schülern, die zum Nachsitzen verurteilt wurden, wobei einer von ihnen stirbt. Die erste Staffel wurde ab dem 7. Oktober 2021 auf Peacock veröffentlicht. Premiere in Deutschland war am 1. Juni 2022 bei RTL+.
Im Januar 2022 wurde die Fernsehserie um eine zweite Staffel verlängert. Diese wurde noch im selben Jahr, am 20. Oktober 2022, auf Peacock veröffentlicht. In Deutschland erschien die komplette zweite Staffel am 21. August 2023 bei RTL+.

## Handlung
An der Bayview High werden die fünf Highschool-Schüler Simon Kelleher, Addy Prentiss, Cooper Clay, Bronwyn Rojas und Nate Macauley zum Nachsitzen verdonnert. Der meistgehasste Schüler, Simon, der zusammen mit Janae Matthews ein Enthüllungs-Blog betreibt, erleidet plötzlich einen tödlichen allergischen Schock. Schnell wird klar, dass das grausame Ereignis kein Unfall, sondern Mord war. Dabei geraten Streberin Bronwyn, Sport-Ass Cooper, Cheerleaderin Addy und Bad Boy Nate in den Brennpunkt der Ermittlungen. Alle vier Schüler haben ein Motiv Simon zu töten, da sie Geheimnisse haben, die sie um jeden Preis schützen wollen.

## Produktion
Universal Content Productions erwarb im September 2017 die Rechte an dem Debütroman von Karen M. McManus, One of Us Is Lying, und plante eine Adaption für den Fernsehsender E!. Im August 2019 wurde das Projekt von NBCUniversal übernommen und eine Pilotfolge für den Streamingdienst Peacock bestellt. Die Hauptrollen wurden mit ausschließlich unbekannten Newcomern besetzt. Die Pilotfolge wurde im November 2020 in Vancouver, Kanada, gedreht. Im August 2020 gab Peacock eine erste Staffel mit acht Folgen in Auftrag. Die Dreharbeiten dazu fanden von Mai bis September 2021 in Neuseeland statt.
Im Januar 2022 wurde die Fernsehserie um eine zweite Staffel verlängert. Hierfür wurden im Mai 2022 mit Joe Witkowski und Doralynn Mui zwei neue Darsteller gecastet.

## Besetzung und Synchronisation
Die deutsche Synchronisation entsteht unter dem Dialogbuch von Nico Sablik und Hannes Maurer sowie unter der Dialogregie von Nico Sablik durch die Synchronfirma Deutsche Synchron & Medienproduktion GmbH in Berlin.

### Hauptbesetzung
| Rolle            | Schauspieler       | Hauptrolle           | Nebenrolle      | Synchronsprecher     |
| ---------------- | ------------------ | -------------------- | --------------- | -------------------- |
| Addy Prentiss    | Annalisa Cochrane  | 1.01–2.08            | –               | Magdalena Höfner     |
| Cooper Clay      | Chibuikem Uche     | 1.01–2.08            | –               | Sebastian Kluckert   |
| Bronwyn Rojas    | Marianly Tejada    | 1.01–2.08            | –               | Laura Elßel          |
| Nate Macauley    | Cooper van Grootel | 1.01–2.08            | –               | Julian Tennstedt     |
| Jake Riordan     | Barrett Carnahan   | 1.01–1.08            | 2.01–2.03, 2.08 | Hannes Maurer        |
| Janae Matthews   | Jessica McLeod     | 1.01–2.08            | –               | Jessica Rust         |
| Simon Kelleher   | Mark McKenna       | 1.01–2.08            | 2.01            | Patrick Baehr        |
| Maeve Rojas      | Melissa Collazo    | 1.01–2.08            | –               | Léa Mariage          |
| Vanessa Merriman | Sara Thompson      | 2.01–2.08            | 1.01–1.08       | Lea Kalbhenn         |
| Fiona Jennings   | Doralynn Mui       | 2.01–2.04, 2.07–2.08 | 1.01            | Helen Malin Blaschke |
| Cole Riordan     | Joe Witkowski      | 2.01–2.08            | –               | Jan Makino           |

### Nebenbesetzung
| Rolle             | Schauspieler       | Nebenrolle                                            | Synchronsprecher   |
| ----------------- | ------------------ | ----------------------------------------------------- | ------------------ |
| TJ Forrester      | George Ferrier     | 1.01–1.03, 1.06, 2.03, 2.06                           | Lasse Dreyer       |
| Evan Neiman       | Martin Bobb-Semple | 1.01–1.05, 2.03, 2.06–2.07                            | Patrick Keller     |
| Kris Greene       | Karim Diane        | 1.01–1.03, 1.05–1.08, 2.01–2.02, 2.04–2.05, 2.07–2.08 | Tim Schwarzmaier   |
| Keely Moore       | Zenia Marshall     | 1.01–1.06, 1.08, 2.01–2.03, 2.05–2.07                 | Lisa May-Mitsching |
| Kevin Clay        | Alimi Ballard      | 1.01–1.05, 1.07, 2.01–2.08                            | Tobias Kluckert    |
| Isabella Rojas    | Valerie Cruz       | 1.01–1.05, 1.07, 2.01, 2.05                           | Ulrike Stürzbecher |
| Ann Prentiss      | Ali Liebert        | 1.01–1.05, 2.01–2.05                                  | Jana Kozewa        |
| Ms. Avery         | Andi Crown         | 1.01–1.03, 1.06–1.07                                  | Nora Kunzendorf    |
| Rektorin Gupta    | Purva Bedi         | 1.01–1.04, 2.01, 2.04–2.06                            | Gundi Eberhard     |
| Detective Wheeler | Jacque Drew        | 1.02–1.08, 2.02–2.08                                  | Anna Dramski       |
| Tom Prestin       | Jordan Mooney      | 2.02, 2.05–2.08                                       | Nico Sablik        |

## Ausstrahlung
Die erste Staffel wurde zwischen dem 7. Oktober und dem 21. Oktober 2021 auf Peacock mit jeweils drei bzw. zwei Episoden pro Woche veröffentlicht. 
In Deutschland erwarb RTL+ die Ausstrahlungsrechte. Die erste Staffel ist seit dem 1. Juni 2022 beim Streaminganbieter abrufbar.

## Episodenliste

### Staffel 1
| Nr. (ges.) | Nr. (St.) | Deutscher Titel                         | Originaltitel                    | Erstausstrahlung USA | Deutschsprachige Erstausstrahlung (D) | Regie             | Drehbuch                                  |
| ---------- | --------- | --------------------------------------- | -------------------------------- | -------------------- | ------------------------------------- | ----------------- | ----------------------------------------- |
| 1          | 1         | Einer von uns lügt                      | Pilot                            | 7. Okt. 2021         | 1. Juni 2022                          | Jennifer Morrison | Erica Saleh                               |
| 2          | 2         | Einer von uns trauert                   | One of Us Is Grieving            | 7. Okt. 2021         | 1. Juni 2022                          | John S. Scott     | Molly Nussbaum                            |
| 3          | 3         | Einer von uns ist nicht wie die anderen | One of Us Is Not Like the Others | 7. Okt. 2021         | 1. Juni 2022                          | John S. Scott     | Dayna Lynne North & Harrison David Rivers |
| 4          | 4         | Einer von uns ist berühmt               | One of Us Is Famous              | 14. Okt. 2021        | 1. Juni 2022                          | Sophia Takal      | Erica Saleh                               |
| 5          | 5         | Einer von uns ist super                 | One of Us Is Cracking            | 14. Okt. 2021        | 1. Juni 2022                          | Sophia Takal      | Daniel Pearle                             |
| 6          | 6         | Einer von uns tanzt!                    | One of Us Is Dancing!            | 14. Okt. 2021        | 1. Juni 2022                          | Benjamin Semanoff | Rick Montano & Vincent Ingrao             |
| 7          | 7         | Einer von uns gibt nicht auf            | One of Us Is Not Giving Up       | 21. Okt. 2021        | 1. Juni 2022                          | Benjamin Semanoff | Molly Nussbaum & Anthony Johnston         |
| 8          | 8         | Einer von uns ist tot                   | One of Us Is Dead                | 21. Okt. 2021        | 1. Juni 2022                          | John S. Scott     | Darío Madrona                             |

### Staffel 2
| Nr. (ges.) | Nr. (St.) | Deutscher Titel                     | Originaltitel                 | Erstausstrahlung USA | Deutschsprachige Erstausstrahlung (D) | Regie            | Drehbuch                       |
| ---------- | --------- | ----------------------------------- | ----------------------------- | -------------------- | ------------------------------------- | ---------------- | ------------------------------ |
| 9          | 1         | Simon sagt: Das Spiel geht weiter   | Simon Says Game On            | 20. Okt. 2022        | 21. Aug. 2023                         | Michael Weaver   | Erica Saleh                    |
| 10         | 2         | Simon sagt: Die Zeit läuft          | Simon Says Tick Tock          | 20. Okt. 2022        | 21. Aug. 2023                         | Michael Weaver   | Jan Oxenberg                   |
| 11         | 3         | Simon sagt: Jetzt wird’s persönlich | Simon Says Let’s Get Personal | 20. Okt. 2022        | 21. Aug. 2023                         | Shannon Kohli    | Molly Nussbaum                 |
| 12         | 4         | Simon sagt: Erwischt                | Simon Says Gotcha!            | 20. Okt. 2022        | 21. Aug. 2023                         | Shannon Kohli    | Anthony Johnston               |
| 13         | 5         | Simon sagt: Ho Ho Ho                | Simon Says Ho Ho Ho           | 20. Okt. 2022        | 21. Aug. 2023                         | Roxanne Benjamin | Rick Montano                   |
| 14         | 6         | Simon sagt: Fang an zu beten        | Simon Says You Better Pray    | 20. Okt. 2022        | 21. Aug. 2023                         | Roxanne Benjamin | Kyle Warren                    |
| 15         | 7         | Simon sagt: Auszeit!                | Simon Says Time Out           | 20. Okt. 2022        | 21. Aug. 2023                         | Ben Semanoff     | Molly Nussbaum & Corey Dashaun |
| 16         | 8         | Simon sagt: Game Over               | Simon Says Game Over          | 20. Okt. 2022        | 21. Aug. 2023                         | Ben Semanoff     | Rick Montano & Vincent Ingrao  |

## Kritik
Die Kinozeitschrift Cinema fasst die Serie als „ein bisschen Gossip Girl, ein Hauch Pretty Little Liars und ein wenig Elite“ zusammen. „Aufgrund der sehr familiären Konflikte, der halb garen Figurenzeichnungen und der formelhaften Erzählweise gerät die Serie aber trotz eines gewissen Unterhaltungswerts schnell in Vergessenheit.“